# 布阿里刃鬣兽属
布阿里刃鬣兽属（学名：Boualitomus）为鬣齿兽目的一个属。

## 下属物种
本属包括以下物种：
- 摩洛哥布阿里刃鬣兽 Boualitomus marocanensis Gheerbrant et al., 2006